# Gombos
Gombos (1899-ig Bogoja, szerbül Богојево / Bogojevo) falu Szerbiában, a Vajdaságban, a Nyugat-bácskai körzetben, Apatintól 27 km-re délkeletre, a Duna bal partján, a horvát határ mellett. Közigazgatásilag Hódság községhez tartozik.

## Története
A környéken már 6000 éve megtelepedett az ember. A falu határában több kőkori település nyomai is fellelhetőek, mint azt az 1952-es, Wellenreiter Pál vezette ásatás leletei is bizonyítják. Később avar földvár állt itt, ennek nyomai már nem láthatóak. A honfoglalás korából is gazdag leletanyag került elő. Gombos az Árpád-korban már jelentős település volt. Vára a 13. században már állt. A település neve ebben az időben Boldogasszonyfalva vagy Boldogasszonyteleke, a templom védőszentje után. Ebből a névből ered mai szerb neve. 1494-ben II. Ulászló városi rangra emelte és polgárainak kiváltságokat adott. II. Lajos országgyűlést tartott itt. 1526-ban a török felégette, ezzel elvesztette korábbi jelentőségét. 1677-ben szabadult fel a török iga alól. 1703-ban a kurucok foglalták el és várával együtt felégették. Az elmenekült lakosság helyére betelepülő szerbek Bogojeva néven alapítottak itt települést, melyet 1770-ben elmosott az árvíz. 1773-ban magyarok népesítették be, temploma Szent László tiszteletére épült. 1866-ban tűzvész, 1876-ban árvíz pusztította. 1910-ben 3225 lakosából 3008 magyar volt. A trianoni békeszerződésig Bács-Bodrog vármegye Apatini járásához tartozott, majd Hódsághoz csatolták.

## Népesség

### Demográfiai változások
| 1948 | 1953 | 1961 | 1971 | 1981 | 1991 | 2002 | 2011 |
| ---- | ---- | ---- | ---- | ---- | ---- | ---- | ---- |
| 2930 | 3053 | 3037 | 2874 | 2557 | 2301 | 2120 | 1744 |

## A Duna-híd
1868-ban a Nagyvárad–Szeged–Szabadka–Eszék–Fiume vasúti fővonal itt érte el a Dunát. Közel félévszázadig a 63 m hosszú és 9 m széles gőzkomp vitte át a szerelvényeket a folyón oly módon, hogy a vasúti sínpárok mindkét oldalon egészen a Dunáig vezettek. A mozdony – itt is ott is – a Dunáig húzta a vagonokat, amiket így a kompra vontattak. A kompnál a nagy teher biztonságos megtartását víz alatti légtartályok biztosították. A Duna partjai közt három acélsodronyt feszítettek ki. Két 3,5 cm vastagságú kötél a folyó fenekén feküdt, ez biztosította a komp haladását. A komp két oldalán hatalmas dobok helyezkedtek el, s ezekre csavarodott fel, majd tekercselődött le az acélsodrony. A harmadik vezérkötélként szolgált, amely magát a kompot és az irányt tartotta. A gőzkomp egyszerre 5-8 vagont vihetett át a folyón, attól függően, hogy személykocsikból, vagy tehervagonokból állt-e a szerelvény. A komp 11 perc alatt tette meg az utat a túlpartra. Huszonnégy óra alatt olykor negyven szerelvényt is átszállítottak. A szerelvényeket a folyóig eljuttató mozdony a gombosi, illetve az erdődi fűtőházában maradt. A túloldalra érkező vasúti kocsikat egy másik mozdony húzta tovább. A folyón 1910-ben épült meg a szekerek áthaladására is alkalmas, 650 méter hosszú vasúti híd hat tartóoszlopon, díszes pillérekkel. Ezt a hidat a második világháborúban felrobbantották. 1947-ig, az új híd elkészültéig, az átjutás a folyón ismét gőzkomppal történt. Az új vasúti híd, átadásától kezdve, kizárólag a vasúti forgalmat szolgálta. Nemcsak Gombost és Erdődöt kötötte össze, hanem a Vajdaság és a Horvátország közti kapcsolódás szempontjából is jelentő szerepe volt. A Jugoszlávia szétesését eredményező háborúban, az 1999-es NATO-bombázások megrongálták a hidat. A hidat a XXI. században felújították, így ma napi 2 pár vonat köti össze Gombost Erdőddel, melyet a horvát vasút üzemeltet. 

## Látnivalók
- Két híd ível át a Dunán
- Az 1926-ban, árvíz által keletkezett strand – fürdőhely
- Szent László katolikus templom

## Külső hivatkozások
- Gombos Portál
- Gombosi származásúak honlapja
- Gombos története